# Sihlbrücke
Die Sihlbrücke ist eine 43 Meter lange Bogenbrücke in der Stadt Zürich über die Sihl. Sie verbindet die vom Stadtzentrum kommende Sihlstrasse mit der Badenerstrasse im Quartier Aussersihl.

## Geschichte
Die Sihlbrücke gehört zu den ältesten Brücken in Zürich. Bereits die von den Römern genutzte Strasse nach Baden führte an dieser Stelle mit einer Holzbrücke über den Fluss. Östlich der Brücke lag die Sihlporte, der einzige befahrbare Zugang zur Stadt links der Limmat in der dritten Stadtbefestigung von Zürich.
1866 wurde die Holzbrücke durch eine solche mit eisernem Überbau ersetzt. In den Jahren 1902 und 1903 wurde eine neue Bogenbrücke aus unbewehrtem Stampfbeton gebaut. Der Bogen war als Dreigelenkbogen ausgeführt und wurde 1932 durch einen Stahlbetonbogen um 4,5 m verbreitert. Im Jahr 2004 liess das Tiefbauamt Zürich die Brücke sanieren. Die Fahrbahnplatte wurde ersetzt und die Brücke um weitere zwei Meter verbreitert, sodass die Gesamtbreite 23,5 Meter beträgt.

## Bauwerk
Die Brücke trägt zwei Trottoirs, zwei stadtauswärts führende Fahrspuren und eine stadteinwärts führende. Zwischen den Fahrspuren liegen zwei Tramgleise. Über das südliche Trottoir erfolgt der Zugang zum unter der Brücke im Bett der Sihl liegenden Bahnhof Selnau.